# Condal
Condal település Franciaországban, Saône-et-Loire megyében. Lakosainak száma 460 fő (2022. január 1.). Condal Beaupont, Domsure, Saint-Amour, Joudes, Dommartin-lès-Cuiseaux, Varennes-Saint-Sauveur és Balanod községekkel határos.

## Népesség
A település népességének változása:
| Lakosok száma | 427  | 430  | 440  | 441  | 450  | 459  | 459  | 458  | 460  |
|               | 2013 | 2015 | 2016 | 2017 | 2018 | 2019 | 2020 | 2021 | 2022 |